# 卡拉瓦卡德拉克鲁斯
卡拉瓦卡德拉克鲁斯，是西班牙穆尔西亚自治区的一个市镇。总面积859平方公里，总人口22963人（2001年），人口密度27人/平方公里。